# فرانك تومسون (لاعب رماية)
فرانك تومسون (بالإنجليزية: Frank Thompson)‏ هو لاعب رماية أمريكي، ولد في 11 مارس 1988 في أليانس في الولايات المتحدة.

## وصلات خارجية
- فرانك تومسون على موقع أوليمبيديا (الإنجليزية)